# ماري س. رايت
ماري س. رايت (بالإنجليزية: Mary C. Wright)‏ هي مؤرخة أمريكية، ولدت في 25 سبتمبر 1917 في توسكالوسا في الولايات المتحدة، وتوفيت في 18 يونيو 1970 في غويلفورد في الولايات المتحدة بسبب سرطان الرئة.